# Lutetium (Geologie)
| ❮ | System          | Serie    | Stufe      | ≈ Alter (mya) |
| ❮ | später          | später   | später     | jünger        |
| - | --------------- | -------- | ---------- | ------------- |
| ❮ | P a l ä o g e n | Oligozän | Chattium   | 23,03 ⬍ 28,1  |
| ❮ | P a l ä o g e n | Oligozän | Rupelium   | 28,1 ⬍ 33,9   |
| ❮ | P a l ä o g e n | Eozän    | Priabonium | 33,9 ⬍ 38     |
| ❮ | P a l ä o g e n | Eozän    | Bartonium  | 38 ⬍ 41,3     |
| ❮ | P a l ä o g e n | Eozän    | Lutetium   | 41,3 ⬍ 47,8   |
| ❮ | P a l ä o g e n | Eozän    | Ypresium   | 47,8 ⬍ 56     |
| ❮ | P a l ä o g e n | Paläozän | Thanetium  | 56 ⬍ 59,2     |
| ❮ | P a l ä o g e n | Paläozän | Seelandium | 59,2 ⬍ 61,6   |
| ❮ | P a l ä o g e n | Paläozän | Danium     | 61,6 ⬍ 66     |
| ❮ | früher          | früher   | früher     | älter         |

Das Lutetium (im deutschen Sprachgebrauch meist verkürzt zu Lutet) ist in der Erdgeschichte die zweite chronostratigraphische Stufe des Eozäns (Paläogen). Die Stufe umfasst in absoluten Zahlen (geochronologisch) den Zeitraum von etwa 47,8 bis 41,3 Millionen Jahre. Es folgt auf das Ypresium und wird vom Bartonium abgelöst.

## Namensgebung und Geschichte
Der Name ist von Lutetia abgeleitet, dem antiken Namen von Paris, in deren Nähe die ursprüngliche Typlokalität liegt. Stufe und Name wurden von Albert de Lapparent im Jahre 1883 in die Literatur eingeführt.

## Definition und GSSP
Die untere Grenze wird durch das Erstauftreten der Foraminiferen-Gattung Hantkenina definiert. Die Stufe endet mit dem Beginn des Auftretens der kalkigen Nannoplankton-Art Reticulofenestra reticulata. Ein offizielles Typprofil (GSSP) ist bisher noch nicht abschließend beschlossen worden. Zwei der möglichen Kandidaten-Profile liegen in Spanien.